# Carne trémula
Carne trémula é um filme franco-espanhol de 1997 dirigido por Pedro Almodóvar.

## Sinopse
Madri, janeiro de 1970. Uma prostituta tem um filho num ônibus, quando tentava chegar na maternidade, e ali mesmo dá-lhe o nome de Victor. Após vinte anos, Victor (Liberto Rabal) é um homem, que está começando a sua vida profissional e tenta-se encontrar com Elena (Francesca Neri), uma desconhecida, com quem uma semana antes teve relações dentro de um banheiro. Quando telefona, ela não tem ideia de quem ele é e mesmo dizendo, ela pede que ele não ligue mais. Apesar deste corte, ele não desanima e consegue ir até o prédio dela. Pensando ser outra pessoa, ela abre a porta através do porteiro eletrônico, mas quando o vê fica bastante irritada, pois para ela foi só uma relação ocasional, quando estava "fora de si", mas para Victor foi a sua primeira vez. Ela decide expulsá-lo, ameaçando-o com uma arma. Os dois lutam e acontece um tiro acidental, que não fere ninguém, mas chama a atenção de uma vizinha, que alerta a polícia e para lá são mandados David (Javier Bardem) e Sancho (José Sancho). Ao ver os dois policiais, Victor apavora-se e chega a ameaçar Elena, encostando o revólver à sua cabeça. Enquanto David tenta acalmar a situação, Sancho está exaltado e faz ameaças. Quando Victor solta Helena, parece, que tudo vai se acalmar, mas Sancho pula em cima dele e os dois começam a brigar e novamente a arma dispara, mas desta vez a bala atinge David, que fica paralítico. Ele é condenado a seis anos, David e Elena se casam e Sancho e Clara (Ángela Molina), sua esposa, tem um casamento infeliz. Quando Victor é posto em liberdade, ele herda 150 mil pesetas da mãe, que morreu de câncer. Ao ir visitar seu túmulo, repara que o pai de Elena está sendo enterrado. Ele aproxima-se como se fosse um amigo da família e, ao dar os pêsames, fala discretamente para Elena que gosta muito dela. Quando todos tinham ido embora e só Victor ficara no local, chega Clara, que se perdera. Os dois começam a conversar e em pouco tempo tornam-se amantes. Este é o primeiro passo para que o caminho de todos os cinco se cruzem.

## Elenco
- Javier Bardem .... David
- Francesca Neri .... Elena
- Liberto Rabal .... Victor Plaza
- Ángela Molina .... Clara
- José Sancho .... Sancho
- Penélope Cruz .... Isabel
- Pilar Bardem .... Dona Centro
- Álex Angulo .... Motorista de ônibus
- Mariola Fuentes
- Voel Be

## Premiações
- Uma indicação ao prêmio BAFTA de 1999.
- Prêmio de melhor ator coadjuvante para José Sancho no Festival de Goya de 1998.